# مقدونيا الشمالية
مقدونيا الشمالية (بالمقدونية: [Северна Македонија] خطأ: {{لغة}}: وسيط غير صالح: |trans= (مساعدة))؛ (ب[Maqedonia e Veriut] خطأ: {{اللغة-؟؟}}: النص يحتوي على علامة مائلة (مساعدة))، والاسم الكامل: جمهورية مقدونيا الشمالية (بالمقدونية: [Република Северна Македонија] خطأ: {{لغة}}: وسيط غير صالح: |trans= (مساعدة))؛ (ب[Republika e Maqedonisë së Veriut] خطأ: {{اللغة-؟؟}}: النص يحتوي على علامة مائلة (مساعدة))، هي دولة تقع في جنوب أوروبا ضمن الجزء الأوسط من شبه جزيرة البلقان. وهي دولة غير ساحلية، تحدها اليونان، وبلغاريا، صربيا، وكوسوفو. وألبانيا.
تشغل مقدونيا الشمالية تقريبًا النصف الشمالي من منطقة مقدونيا الجغرافية، التي تمتد أيضًا إلى اليونان وبلغاريا. البلاد جبلية في معظمها وتضم حوالي خمسين بحيرة.
مقدونيا الشمالية جمهورية دستورية مركزية بنظام برلماني. وعلمها يتكون من شمس صفراء ذات ثمانية أشعة على خلفية حمراء، ونشيدها الوطني هو Denes nad Makedonija «اليوم فوق مقدونيا»، ويومها الوطني -الذي يُخلّد انتفاضة إيليندن–بريوبراجينيه- يُوافق 2 أغسطس. عاصمتها سكوبيه، ولغتاها الرسميتان هما المقدونية والألبانية، وعملتها هي الدينار المقدوني منذ عام 1992.
مقدونيا الشمالية هي إحدى الدول الوريثة لـجمهورية يوغوسلافيا الاشتراكية الاتحادية، وقد أعلنت استقلالها عنها في عام 1991 تحت اسم جمهورية مقدونيا، غير أن الخلاف حول اسم مقدونيا مع اليونان أدى إلى انضمامها إلى منظمة الأمم المتحدة في عام 1993 تحت الاسم المؤقت جمهورية مقدونيا اليوغوسلافية السابقة (بالمقدونية: [Поранешна Југословенска Република Македонија] خطأ: {{لغة}}: وسيط غير صالح: |trans= (مساعدة)). تم التوصل إلى اتفاق بريسبا في 12 يونيو 2018 بين الحكومتين المقدونية واليونانية لتغيير اسم البلاد إلى جمهورية مقدونيا الشمالية. وقد أُقر الاتفاق بالاستفتاء في 30 سبتمبر 2018، ودخل حيّز التنفيذ رسميًا في 12 فبراير 2019.
بلغ عدد سكان مقدونيا الشمالية 1,8 مليون نسمة في عام 2021. وأكبر مدنها هي العاصمة سكوبيه، تليها كومانوفو، بيتولا، بريليب، وتيتوفو. وبفضل موقعها في أوروبا، شهدت أراضي الجمهورية العديد من موجات الاحتلال والهجرة، من أبرزها العصر البيزنطي، ووصول السلافيين في القرن السادس، ثم الهيمنة العثمانية التي استمرت خمسة قرون. وقد أسهم هذا التاريخ في تشكيل ثقافة ثرية متعددة التأثيرات، إذ إلى جانب المواطنين المنتمين إلى الشعب المقدوني ذي الأصل السلافي، تضم البلاد أقليات كبيرة من الألبان، والأتراك، والروما. وتغلب على سكانها المسيحية الأرثوذكسية، إلى جانب وجود مجتمع مسلم كبير.
وبعد استقلالها، عاشت فترة من العزلة واجهت خلالها صعوبات في الانتقال إلى اقتصاد السوق. وهي من الدول الأوروبية ذات مؤشر التنمية البشرية المتدني نسبيًا. وقد حدد الحكومة المقدونية في عام 2006 انضمامها إلى الاتحاد الأوروبي كأولوية استراتيجية قصوى. وقد فُتحت مفاوضات الانضمام رسميًا من قبل المجلس الأوروبي في 26 مارس 2020.
وتُعد مقدونيا الشمالية عضوًا في منظمة الأمم المتحدة ومجلس أوروبا والمنظمة الدولية للفرنكوفونية ومنظمة حلف شمال الأطلسي.

## أصل التسمية
بعد اثنين من حروب البلقان في 1912 و1913 وتفكك ولايات الإمبراطورية العثمانية في أوروبا تم تقسيم معظم الأراضي العثمانية بين اليونان وبلغاريا وصربيا. كانت تسمى أراضي الدولة المقدونية الحالية يوجنا سربيا، «جنوب صربيا». وأصبحت جزءاً من مملكة الصرب والكروات والسلوفينيين. في عام 1929، صارت المملكة تسمى رسمياً مملكة يوغسلافيا ومقسمة إلى مقاطعات، بما في ذلك كل ما هو الآن في جمهورية مقدونيا، وأصبحت معروفة بجنوب صربيا من مملكة يوغوسلافيا.
تسمية مقدونيا المتحدة كان يستخدم من قبل المنظمة الثورية المقدونية الداخلية (امرو) في 1920-1934، ومن زعماء هذه المنظمة الكسندروف تودور، بروتوجيرف ألكسندر، إيفان ميخائيلوف والفكرة الأساسية لهذه المنظمة تهدف إلى تحرير الأراضي التي تحتلها صربيا واليونان وخلق ومقدونيا المتحدة المستقلة لجميع المقدونيين، بغض النظر عن الدين والعرق، ولكن القوى العظمى لا تؤيد هذه الفكرة، لأن صربيا واليونان تعارض فكرة استقلال مقدونيا.
شنت منظمة امرو حرب المتمردين في بانوفينا فاردار، جنباً إلى جنب مع MMTRO (منظمة الشباب الثوري المقدونية السرية) التي أجرت أيضاً هجمات حرب عصابات ضد الجيش والمسؤولين الصرب هناك. في عام 1923 ثارت الحركات العسكرية شبه المنظمة ودعا الاتحاد البلغاري والصربي الجيش إلى حرب ضد هذه الحركات واسمتها العصابات المقدونية، وأصبح أعضاء حركة امرو طريدي العدالة والقوة المتعددة الجنسيات المعارضة لأعضاء امرو وMMTRO.

## رموز الوطنية
هو النشيد الوطني لمقدونيا الشمالية؛ كل من الموسيقى وكلمات الأغاني تعود إلى أوائل الأربعينيات. قام تودور سكالوفسكي بتأليف الموسيقى، بينما كتب كلمات فلادو ماليسكي. تم اعتماده كنشيد وطني في عام 1992، بعد عام من إعلان استقلال الدولة عن يوغوسلافيا. قبل اعتماده كنشيد وطني، تم استخدامه كنشيد إقليمي لجمهورية مقدونيا الاشتراكية، وهي دولة تأسيسية يوغوسلافيا. وتعد الشمس الصفراء أيضًا أحد الرموز الوطنية لمقدونيا الشمالية حيث أنها موجودة في علم البلاد وشعار الدولة كما أنها تعد رمزا ثقافيا للدولة كما ويعد الحقل الأحمر رمزا وطنيا أيضًا وهو موجود في علم الدولة وتعد الجبال والحقول رموزا وطنية وثقافية.

### علم البلاد

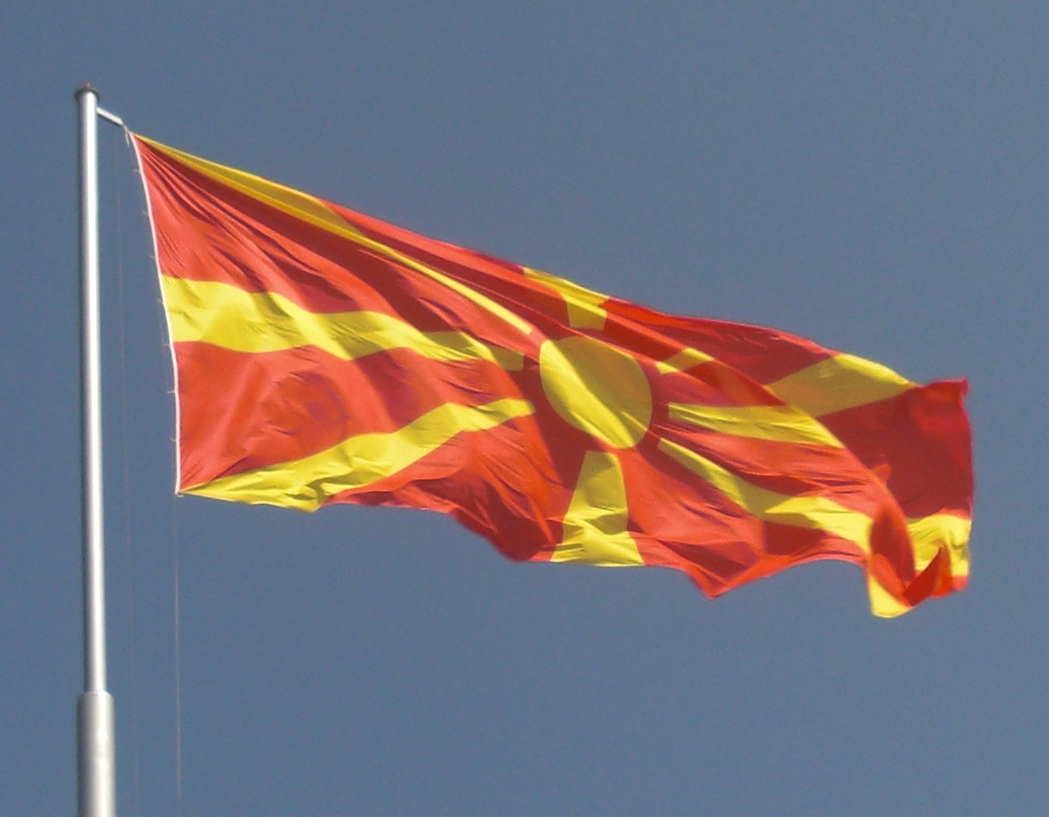
علم المقدونية كبيرة رفعت عند الحدود الصربية المقدونية.

العلم الوطني لجمهورية شمال مقدونيا يصور الشمس الصفراء منمنمة على حقل الأحمر، مع ثمانية أشعة توسيع تمتد من المركز إلى حافة الحقل. تم إنشاؤه من قبل العلاقات العامة. ميروسلاف Grčev واعتمد في 5 تشرين الأول عام 1995 بعد حصار اقتصادي مدته سنة واحدة فرضته اليونان من أجل إجبار جمهورية مقدونيا لإزالة المقدونية القديمة فيرجينا أحد من العلم. كانت دائما تعتبر الأحمر والأصفر والألوان الرئيسية التي تمثل مقدونيا، وربما بسبب ألوان معطف التاريخي للأسلحة مقدونيا. يمثل الشمس ثمانية رايد الجديدة «الشمس جديد من الحرية» المشار إليها في النشيد الوطني جمهورية شمال مقدونيا، دينس ناد مكدونيا («اليوم أكثر من مقدونيا»):

اليوم فوق مقدونيا، وُلدت
شمس جديدة للحرية.
يُقاتل المقدونيون،
لحقوقهم الخاصة!
لا تبكي، عزيزتي الأم مقدونيا،
ارفعي رأسك عاليًا بكل فخر،
شيوخًا وشبابًا ورجالًا ونساءً،
لقد نهضوا على أقدامهم!
العلم يرفرف من جديد فوق
جمهورية كروشيفو
جوتسه دلتشو، بيتو جولي،
دام جرويف، ساندانسكي.
الغابات المقدونية تُغني بصوتٍ عالٍ
الأغاني والأخبار الجديدة!
مقدونيا حرة.
تعيش في حرية!
مقدونيا حرة.
تعيش في حرية!
كان التغيير من العلم في البداية غير مقبول من المقدونيين المحافظين والوطنيين التي نصبت نفسها بنفسها. في السنوات الأولى بعد التغيير، تم نقل كل من الأعلام رسميا لفترة طويلة. بين عامي 1995 و 1998، في البلديات حيث حكم حزب المعارضة آنذاك، كان جوا فقط العلم القديم من المباني المؤسسة. قسمت الرأي العام حول مزايا تغيير العلم؛ وجدت دراسة استقصائية أجريت قبل تصويت الجمعية العامة أن غالبية السكان، 56.33 في المئة، بدعم اعتماد علم جديد. مع ذلك صوتت الجمعية ل علم جديد بأغلبية ساحقة، مع 110 من 115 مندوبا التصويت لصالح، والتصويت ضد أحد وأربعة أعضاء عن التصويت [بحاجة لمصدر] .

### شعار النبالة

شعار النبالة من مقدونيا

يتكون شعار النبالة لجمهورية شمال مقدونيا اثنين أكاليل المنحني من الحزم من القمح وأوراق التبغ والفواكه خشخاش الأفيون، وتعادل من قبل الشريط مزينة التطريز من الزخارف الشعبية المقدونية التقليدية. في وسط إطار بيضوي الشكل وصفت أحد الجبال، وبحيرة وشروق الشمس. وهذه الأجهزة قال لتمثيل «ثراء بلادنا، نضالنا وحريتنا».
اعتمد البرلمان المقدوني على اقتراح لتغيير شعار البلاد مع 80 صوتا مؤيدا و 18 ضد، وإزالة النجمة الخماسية. تم تعديل الشعار الوطني في 16 نوفمبر 2009. الشعار الوطني الذي شمل كان النجم الأحمر تم استخدامها منذ عام 1946، بعد فترة وجيزة أصبحت الجمهورية جزءا من جمهورية يوغوسلافيا الاتحادية الاشتراكية السابقة (جمهورية يوغوسلافيا الاتحادية الاشتراكية). مع التغيير الذي حدث مؤخرا.
ويستند تكوين كله والتصميم على نمط معطف من الأسلحة من جمهورية يوغوسلافيا الاتحادية الاشتراكية وليس لديها أي جذور في المعاطف الشعار التاريخي للأسلحة مقدونيا. إلى جانب شعار روسيا البيضاء، الجهاز جمهورية شمال مقدونيا هي واحدة من الدول القليلة المتبقية في أوروبا لا تزال توظف شعارات النبالة الاشتراكية.
ملامح من معطف الوطنية للأسلحة تحتوي على شروق الشمس الذي يرمز الحرية وجبال سار مع ذروته اسمه يوبوتن أو جبل كوراب ونهر فاردار مع بحيرة أوهريد. يحتوي على الشارة أيضا الفواكه خشخاش الأفيون؛ أحضر هذا الخشخاش إلى مقدونيا من قبل الإمبراطورية العثمانية في النصف الأول من القرن 19.

## التاريخ

### التاريخ القديم

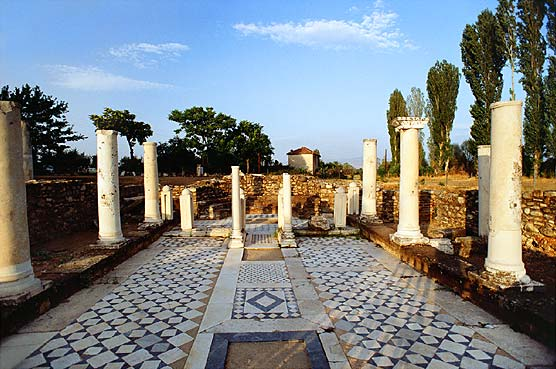
أنقاض Heraclea Lyncestis، مدينة أسسها فيليب الثاني المقدوني في القرن الرابع قبل الميلاد

في العصور القديمة، معظم الأراضي التي هي الآن من جمهورية مقدونيا سكنها شعب البايونيناس، وهو شعب تراقي الأصول. كما تضمنت أجزاء من إيليريا القديمة ودرانبا التي يسكنها مختلف الشعوب الإيليرية، اللينسيستية وبيلاجونيا وقبائل مولوسيان. كانت مقدونيا بلا حدود ثابتة، وكانت تخضع أحيانا لملوك مملكة مقدونيا.
في 356 قبل الميلاد قام فيليب الثاني المقدوني والد الإسكندر الأكبر المقدوني بغزو مقدونيا العليا، بما في ذلك شمال جانبها وبايونيا الجنوبية، ووصل إلى أقصى الشمال حيث نهر الدانوب، وإدرجه في إمبراطوريته وكلاهما تقع الآن في جمهورية مقدونيا الرومانية وشملت معظم مساحة الجمهورية الحالية في إقليمهم من مقدونيا، والتي أسسها الرومان في عام 146 قبل الميلاد.

### فترة القرون الوسطى
مقدونيا في العصور الوسطى 700 ميلادي: الأدب البيزنطي يشهد على مداهمة البيزنطيين للأراضي السلافية في منطقة مقدونيا، وساعدهم على ذلك البلغار. السجلات التاريخية الموثقة في 680 ميلادي تقول أن مجموعة من السلاف، البلغار والبيزنطيون بقيادة البولجار كوبر استقروا في منطقة سهل كيراميزيان ومدينة بيتولا. في عهد يتزامن على ما يبدو مع العهد الفارسي وبسط السيطرة البلغارية على القبائل السلافية في مقدونيا وحولها. استقرت الشعوب السلافية في منطقة مقدونيا وقبلت المسيحية دينا لهم حوالي القرن التاسع في عهد القيصر بوريس الأول إمبراطور بلغاريا.
الإمبراطور باسل الثاني أخيرًا هزم جيوش القيصر صامويل البلغاري وبحلول عام 1018 استعاد البيزنطيين السيطرة على مقدونيا (وجميع دول البلقان) لأول مرة منذ القرن السابع. ومع ذلك، في أواخر القرن السابع عشر، شهدت الدولة البيزنطية، المنطقة متنازع عليها من قبل الكيانات السياسية المختلفة، بما في ذلك المنطقة المُحتلة من قبل النورمانيين في 1080.
في أوائل القرن الثالث عشر، الإمبراطورية البلغارية الثانية التي عادت للحياه تمكنت من السيطرة على المنطقة، لكن الإمبراطورية البلغارية التي كانت تُعاني من صعوبات ومشاكل سياسية لم تصمد وعادت المنطقة إلى الحكم البيزنطي مرة أخرى في أوائل القرن الرابع عشر. في القرن الرابع عشر، أصبحت جزءا من الإمبراطورية الصربية، الذين رأوا أنفسهم كمحررين للسلافيين أقاربهم من الاستبداد البيزنطي. سكوبيه أصبحت عاصمة القيصر ستيفان دوسان إمبراطور صربيا.
مع وفاة دوسان، أتى خلفه وريثه الضعيف وظهر الصراع على السلطة بين النبلاء مما أدى إلى تقسيم البلقان مرة أخرى، وتزامن ذلك مع دخول الأتراك العثمانيين إلى أوروبا. وظهرت مملكة بريليب التي كانت واحدة من الدول قصيرة الأجل التي انبثقت عن انهيار الإمبراطورية الصربية في القرن الرابع عشر. لم تتبق قوة كبرى للبلقان للدفاع عن المسيحية، فوقع وسط البلقان تحت الحكم العثماني وبقي تحت حكم الأتراك لمدة خمسة قرون.

### التاريخ الحديث
الأراضي التابعة للجمهورية المقدونية حاليا كانت تشكل أقصى جزء جنوب جمهورية يوغسلافيا السابقة. حدود الدولة الحالية كانت قد حددت بعد الحرب العالمية الثانية من قبل الحكومة اليوغسلافية والتي سمت مقدونيا باسم جمهورية مقدونيا الاشتراكية معتبرة المقدونيين عرقية منفصلة لها دولتها الخاصة.
في الماضي كانت هذه الأراضي تتبع الدولة البايونية ثم مملكة مقدون والتي استمدت منها مقدونيا اسمها الحالي. الجدير بالذكر أن مركز مقدون القديم كان مقدونيا اليونانية (لا يشمل إلا القليل من أراضي الجمهورية اليوغسلافية السابقة). في عام 146 ق.م تبعت المنطقة للإمبراطورية الرومانية ثم للإمبراطورية البيزنطية.
في القرن التاسع الميلادي تحولت البلاد إلى المسيحية ودخلت المنطقة تحت نفوذ الإمبراطورية البلغارية الأولى. في القرن الحادي عشر الميلادي استعادت الإمبراطورية البيزنطية سيطرتها على البلقان حتى أواخر القرن الثاني عشر الميلادي، حيث بدأت الإمبراطورية البيزنطية في التقهقر لتخضع مقدونيا لما عرف باسم الإمبراطورية البلغارية الثانية حديثة الولادة في ذلك الوقت. بسبب العديد من الصعوبات السياسية والعسكرية التي واجهتها الإمبراطورية الناشئة، استطاع البيزنطيون استعادة أراضي مقدونيا منها. في القرن الرابع عشر، دخلت مقدونيا ضمن الإمبراطورية الصربية لعدة عقود، تلاها استيلاء العثمانيون على تلك المناطق. استمرت مقدونيا جزءا من الإمبراطورية العثمانية لمدة خمسة قرون تقريبا.تبلغ نسبة المسلمين في الوقت الحالي تقريبا 33%.

## الجغرافيا

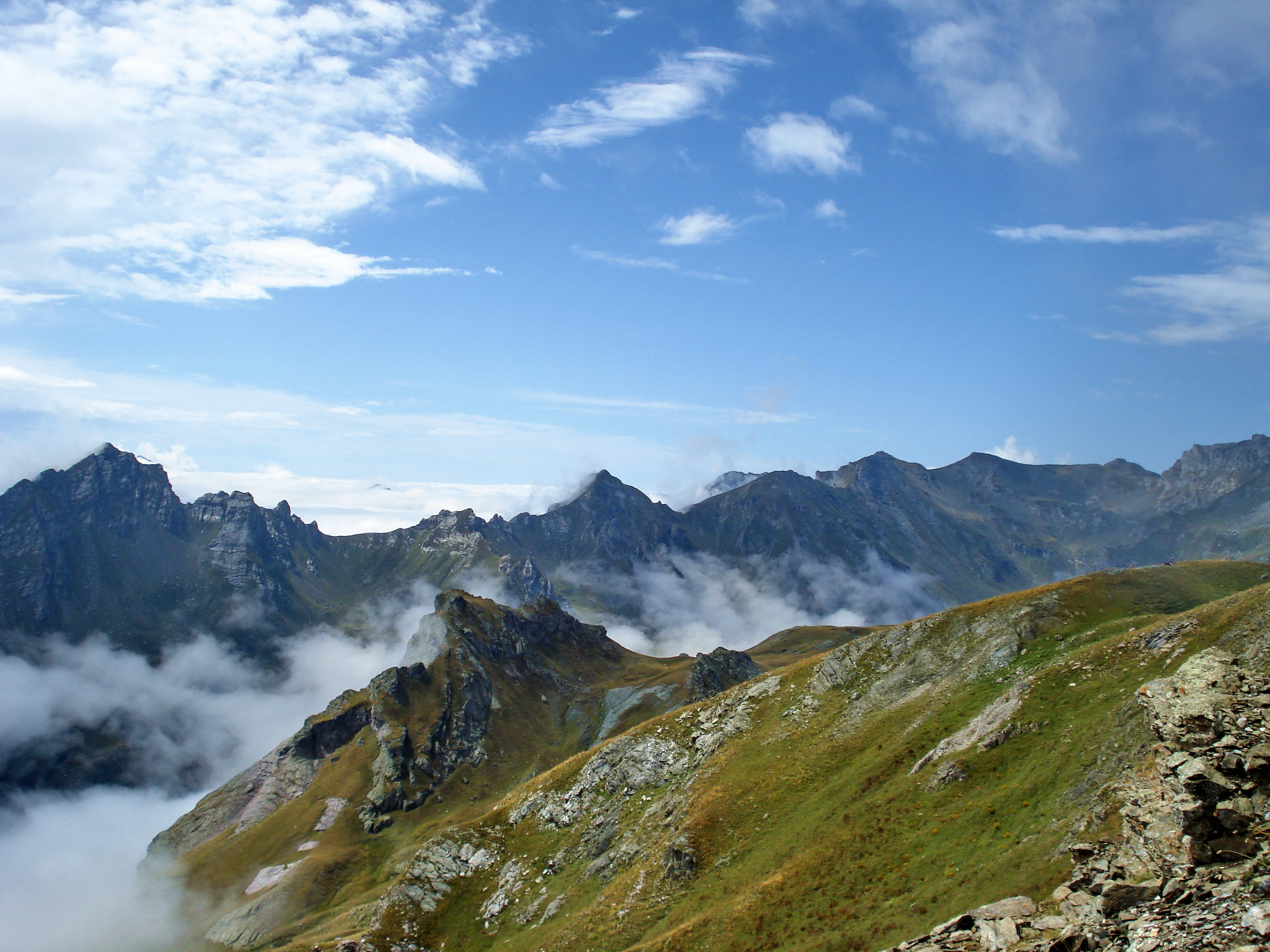
جبل كوراب، أعلى جبل في شمال مقدونيا.

تبلغ المساحة الإجمالية لجمهورية مقدونيا الشمالية 25436 كيلومترًا مربعًا (9821 ميلًا مربعًا). وتقع بين خطي عرض 40 درجة و 43 درجة شمالاً، ومعظمها بين خطي طول 20 درجة و 23 درجة شرقًا (تقع منطقة صغيرة شرق 23 درجة). تبلغ حدود جمهورية مقدونيا الشمالية حوالي 748 كيلومترًا (465 ميلًا)، وتشترك فيها مع صربيا (62 كم أو 39 ميلًا) إلى الشمال، وكوسوفو (159 كم أو 99 ميلًا) إلى الشمال الغربي، وبلغاريا (148 كم أو 92 ميلًا) إلى الشرق، واليونان (228 كم أو 142 ميلًا) إلى الجنوب، وألبانيا (151 كم أو 94 ميلًا) إلى الغرب. إنها طريق عبور لشحن البضائع من اليونان، عبر البلقان، نحو أوروبا الشرقية والغربية والوسطى وعبر بلغاريا إلى الشرق. وهي جزء من منطقة مقدونيا الأكبر، والتي تشمل أيضًا مقدونيا اليونانية ومقاطعة بلاغويفغراد في جنوب غرب بلغاريا، تشغل الجبال والتلال معظم أراضي شمال مقدونيا، وتصل بعض القمم إلى أكثر من 2,500م، ومنها جبل كوراب الذي يعلو 2,751م على الحدود الغربية للبلاد المشاركة مع ألبانيا حيث موقع جبل كوراب، وتنتشر بين هذه المرتفعات أراضٍ هَضَبية، على مناسيب تتراوح بين 600 و 900 م. وتنمو غاباتٌ من الصنوبر والبلوط والزان في كثير من البقاع، خاصةً في الغرب. وينبع نهر فاردار، أكبر أنهار مقدونيا، من المرتفعات الشمالية الغربية، مخترقاً أواسط البلاد وجنوبيها، ويعد نهر فاردار أخفض نقطة في مقدونيا الشمالية.

### المناخ

خريطة تصنيف مناخ كوبن-جيجر لشمال مقدونيا

يشتد البرد ونوبات التجمُّد شتاءً، وتعتدل حرارة الصيف في الأودية الجبلية، في حين تظل المناطق العالية باردة، وتبلغ معدلات الحرارة في سكوبيه درجة مئوية واحدة في يناير، ترتفع إلى 24°م في يوليو، أما معدل الأمطار بالمدينة فهو نحو 55 سم سنويًا.

## السياحة
السياحة هي جزء مهم من اقتصاد جمهورية مقدونيا الشمالية. ولوفرة البلاد من المناطق الطبيعية والثقافية تجعل من مقدونيا وجهة جذابة للسياح وللزوار. بحيث يدخل على الأراضي المقدونية حوالي 700,000 سائح سنوياً. وتعتبر دولة مقدونيا الشمالية مزيج من المناطق الطبيعية الجذابة التي تغطي قسم كبير من مساحة الدولة والآثار الحضارية القديمة والمهمة جدا والأبنية البسيطة الجميلة في البلاد، وتعتبر دولة مقدونيا الشمالية دولة هادئة وجميلة جدا.

## الحكومة والسياسة

### البرلمان
إن مجلس جمهورية شمال مقدونيا (البرلمان) هو هيئة تمثيلية وهو السلطة التشريعية العليا في جمهورية شمال مقدونيا، ويتألف من مجلس وحيد فيه حسب الدستور بين 120 و 140 عضواً يجري انتخابهم انتخاباً سرياً عاماً لمدة 4 سنوات.

### الحكومة
تمارس السلطة التنفيذية في شمال مقدونيا من قبل الحكومة، والذي هو الشخص الأكثر نفوذا سياسيا في البلاد رئيس الوزراء. ويتم اختيار أعضاء الحكومة من قبل رئيس الوزراء، وهناك وزراء لكل فرع من المجتمع. هناك وزراء للاقتصاد والتمويل، وتكنولوجيا المعلومات، والمجتمع، والشؤون الداخلية، والشؤون الخارجية وغيرها من المناطق. يتم انتخاب أعضاء الحكومة لولاية مدتها أربع سنوات. رئيس الوزراء الحالي هو زوران زائيف.

### القانون والمحاكم
ويمارس السلطة القضائية من قبل المحاكم، مع نظام المحكمة التي يرأسها المحكمة العليا القضائية، المحكمة الدستورية ومجلس القضاء الجمهوري. والجمعية تقوم أيضًا بتعيين القضاة.

### العلاقات الخارجية
أصبحت مقدونيا دولة عضو في الأمم المتحدة في 8 نيسان 1993، وبعد ثمانية عشر شهرا استقلالها عن يوغوسلافيا. ويشار إلى أنه في إطار الأمم المتحدة باسم «جمهورية مقدونيا اليوغوسلافية السابقة»، انتظارا لتسوية النزاع المستمر منذ فترة طويلة مع اليونان فحول اسم البلاد إلى جمهورية مقدونيا الشمالية.
المصلحة الرئيسية في البلاد هو الاندماج الكامل في عمليات التكامل عبر المحيط الأطلسي الأوروبية . وخمس أولويات السياسة الخارجية هي:
تبدأ المفاوضات للحصول على عضوية كاملة في الاتحاد الأوروبي
رفع نظام التأشيرة لمواطني مقدونيا
عضوية الناتو
حل قضية التسمية مع اليونان
تعزيز الدبلوماسية الاقتصادية والعامة
لدى مقدونيا عضوية في المنظمات الدولية والإقليمية التالية: صندوق النقد الدولي (منذ عام 1992)، منظمة الصحة العالمية (منذ عام 1993)، المصرف (منذ عام 1993)، ومبادرة المركزي الأوروبي (منذ عام 1993)، ومجلس أوروبا (منذ عام 1995)، منظمة الأمن والتعاون (منذ عام 1995)، مبادرة التعاون (منذ عام 1996) ومنظمة التجارة العالمية (منذ عام 2003)، CEFTA (منذ عام 2006)، الفرانكوفونية (منذ عام 2001).
في عام 2005، تم الاعتراف رسميا البلاد كدولة المرشحة لعضوية الاتحاد الأوروبي.
على قمة الناتو التي عقدت في بوخارست في نيسان 2008، فشلت مقدونيا للحصول على دعوة للانضمام إلى المنظمة بسبب اليونان اعترض على الخطوة بعد النزاع حول قضية الاسم. وكانت الولايات المتحدة أعربت في وقت سابق عن دعم دعوة، ولكن القمة ثم قررت توجيه دعوة فقط بشرط وجود حل للصراع التسمية مع اليونان.
في مارس 2009 أعرب البرلمان الأوروبي عن دعم ترشيح مقدونيا للاتحاد الأوروبي، وطلب من مفوضية الاتحاد الأوروبي لمنح البلاد موعدا لبدء محادثات الانضمام قبل نهاية عام 2009. أوصى البرلمان أيضا رفع سريع لنظام التأشيرات للمواطنين المقدونيين. ومع ذلك، مقدونيا قد فشلت حتى الآن في الحصول على موعد لبدء محادثات الانضمام نتيجة للنزاع على التسمية. موقف الاتحاد الأوروبي هو مماثل لحلف شمال الأطلسي في ذلك القرار للنزاع التسمية هو شرط مسبق لبدء محادثات الانضمام .
في أكتوبر 2012 اقترح ستيفان فول مفوض توسيع الاتحاد الأوروبي لبدء مفاوضات الانضمام مع مقدونيا للمرة الرابعة، في حين أن الجهود السابقة سدت في كل مرة من قبل اليونان. في نفس الوقت زار فول بلغاريا في محاولة لتوضيح موقف الدولة فيما يتعلق مقدونيا. أسس أن بلغاريا قد انضمت اليونان تقريبا في الاعتراض على محادثات الانضمام مع مقدونيا . وكان موقف الحكومة البلغارية في صوفيا التي لا يمكن منح شهادة الاتحاد الأوروبي إلى سكوبيه، حيث يقوم بتوظيف منهجية أيديولوجية الكراهية نحو بلغاريا.

#### النزاع على التسمية
بعد تفكك يوغوسلافيا في عام 1991، واسم مقدونيا أصبح هدفا للنزاع بين اليونان وجمهورية مقدونيا المستقلة حديثا . في الجنوب، وجمهورية مقدونيا حدود منطقة مقدونيا اليونانية، وهو إداريا تنقسم إلى ثلاثة أطرافها (واحد منهم تضم كلا من تراقيا الغربية وجزء من مقدونيا اليونانية). مشيرة إلى مخاوف التاريخية والإقليمية الناتجة عن الغموض بين جمهورية مقدونيا والمنطقة المجاورة مقدونيا اليونانية والمملكة القديمة المقدوني الذي يندرج ضمن اليونانية مقدونيا واليونان تعارض استخدام اسم «مقدونيا» من قبل جمهورية مقدونيا دون تصفيات الجغرافية، ودعم اسما مركبا (مثل «مقدونيا الشمالية») للاستخدام من قبل جميع وبالنسبة لجميع الأغراض (تجاه الكافة). كما أن الملايين من العرقية الإغريق يعتبرون أنفسهم المقدونيين، لا علاقة للشعب السلافي الذين يرتبطون جمهورية مقدونيا، اليونان كائنات أخرى إلى استخدام مصطلح «المقدونية» لأكبر جماعة عرقية في بلد مجاور . واتهم جمهورية مقدونيا من الاستيلاء على الرموز والشخصيات التي تعتبر أجزاء من ثقافة اليونان تاريخيا (مثل الأسماء الشمس، رمزا المرتبطة المملكة القديمة المقدوني، والإسكندر الأكبر)، وتعزيز مفهوم الوحدوية من الولايات المتحدة مقدونيا، التي من شأنها أن تشمل أراضي اليونان، وبلغاريا، وألبانيا، وصربيا.
من 1992 إلى 1995، وتشارك الدولتان في نزاع حول العلم الجديد للدولة المقدونية، والتي أدرجت رمز الأسماء الشمس . تم حل هذا الجانب من النزاع عندما تم تغيير العلم بموجب شروط اتفاق مؤقت تم الاتفاق عليه بين الدولتين في أكتوبر 1995.
اعتمدت الأمم المتحدة المرجع المؤقت «جمهورية مقدونيا اليوغوسلافية السابقة» (المقدونية: Поранешна Југословенска Република Македонија). عندما اعترف البلاد إلى المنظمة في عام 1993 معظم المنظمات الدولية، مثل الاتحاد الأوروبي، واتحاد الإذاعات الأوروبية، واللجنة الأولمبية الدولية، اعتمدت نفس الاتفاقية. يستخدم الناتو أيضا إشارة في الوثائق الرسمية ولكنه يضيف تفسيرا التي تعترف البلدان الأعضاء اسم الدستورية. يستخدم أيضا نفس المرجع في أي مناقشة إلى اليونان وهو حزب
ومع ذلك، فقد تخلت معظم الدول الأعضاء في الأمم المتحدة عن المرجع المؤقّت واعترفت البلاد باسم جمهورية مقدونيا بدلا من ذلك. وتشمل هذه أربعة من الخمسة الدائمين في مجلس الأمن للأمم المتحدة الأعضاء في الولايات المتحدة خمسة، وروسيا، والمملكة المتحدة وجمهورية الصين الشعبية، وعدد من أعضاء الاتحاد الأوروبي مثل بلغاريا، وبولندا، وسلوفينيا، وأكثر من 100 عضو أخر في الأمم المتحدة . وقد وضعت الأمم المتحدة حتى عملية التفاوض مع الوسيط، ماثيو نيميتز، والحزبين المتنازع عليها ومقدونيا واليونان، في محاولة للتوسط في النزاع. مواصلة المفاوضات بين الجانبين ولكن لم تصل بعد إلى أي تسوية للنزاع.
في البداية كان رأي لجنة التحكيم في رشحت الجماعة الأوروبية أن «استخدام اسم «مقدونيا» لا ينطوي على أي مطالب إقليمية ضد دولة أخرى»؛ على الرغم من رأي اللجنة، واصلت اليونان الاعتراض على إقامة العلاقات بين المجتمع وجمهورية تحت اسم الدستورية.
منذ وصوله إلى السلطة في عام 2006، وخاصة منذ غير دعوة، مقدونيا إلى حلف الناتو في عام 2008، واصلت الحكومة VMRO - DPMNE سياسة " Antiquisation " (" Antikvizatzija ") كوسيلة للضغط على اليونان وكذلك لأغراض بناء الهوية المحلية. تماثيل للإسكندر الأكبر وفيليب المقدوني قد بنيت في العديد من المدن في جميع أنحاء البلاد . بالإضافة إلى ذلك، تم إعادة تسمية العديد من القطع من البنية التحتية العامة، مثل المطارات والطرق السريعة، والملاعب بعد الكسندر وفيليب . وينظر إلى هذه الإجراءات باعتبارها استفزازات متعمدة في اليونان المجاورة، مما أدى إلى تفاقم النزاع ومزيد من المماطلة التطبيقات مقدونيا إلى الاتحاد الأوروبي وحلف شمال الأطلسي . وقد اجتذب أيضا انتقادات السياسة محليا، وكذلك من الدبلوماسيين في الاتحاد الأوروبي.
في نوفمبر 2008، وضعت مقدونيا الإجراءات أمام محكمة العدل الدولية ضد اليونان تزعم وقوع انتهاكات للاتفاق المؤقت عام 1995 أن منعت انضمامها إلى حلف شمال الأطلسي. وطلب إلى محكمة العدل الدولية لطلب اليونان لمراقبة التزاماتها في الاتفاق، وهو ملزم قانونا لكلا البلدين . في عام 2011 حكمت محكمة العدل الدولية بأن اليونان انتهكت المادة 11 من الاتفاق المؤقت عام 1995 من قبل الاعتراض على محاولة مقدونيا لعضوية حلف شمال الأطلسي في قمة عام 2008 في بوخارست. المحكمة ومع ذلك لا تعتبر أن من الضروري منح طلب مقدونيا أنه إرشاد اليونان إلى الامتناع عن اتخاذ إجراءات مماثلة في المستقبل لأن «سا كقاعدة عامة، لا يوجد أي سبب للافتراض أن الدولة التي تصرف أو سلوك غير مشروع قد أعلن من قبل المحكمة سوف أكرر هذا الفعل أو السلوك في المستقبل، منذ حسن نيتها ويجب أن يفترض»، ولم يكن هناك حتى الآن أي تغيير في موقف الاتحاد الأوروبي بأن مفاوضات الانضمام مقدونيا لا يمكن أن يبدأ حتى يتم حل مشكلة الاسم.

## القوات المسلحة

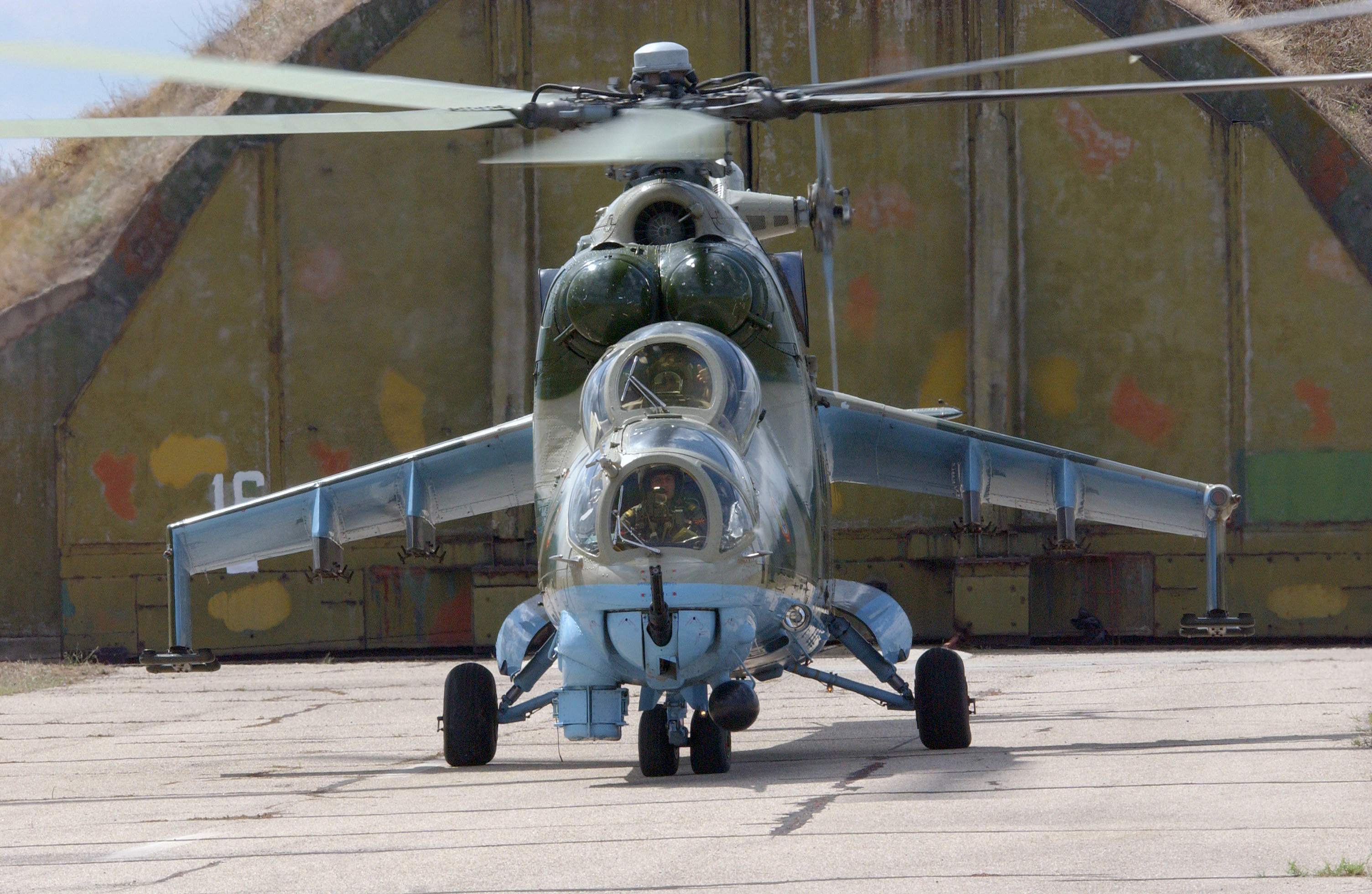
سلاح الجو المقدوني طراز Mi-24 هليكوبتر

تتكون القوات المسلحة الجيش والقوات الجوية والقوات الخاصة. تهدف سياسة الدفاع الوطني الحكومة لضمان الحفاظ على استقلال وسيادة الدولة، وسلامة من مساحة أراضيها ومجالها الجوي ونظامها الدستوري. تبقى أهدافها الرئيسية في التنمية والحفاظ على قدرة موثوقة للدفاع عن مصالح وتطوير القوات المسلحة الحيوية في البلاد بطريقة تضمن التوافقية مع القوات المسلحة لحلف شمال الأطلسي والدول الأعضاء في الاتحاد الأوروبي وقدرتها على المشاركة في مجموعة كاملة من بعثات الناتو .
وزارة الدفاع تطور إستراتيجية الدفاع ويعمل بها تقييم التهديدات والمخاطر المحتملة. وزارة الدفاع مسؤولة أيضا عن نظام الدفاع، والتدريب، والاستعداد للقوات المسلحة والمعدات وتطوير ويقترح ميزانية الدفاع.

### السكان
يشكل المقدونيون السلافيون ثلثي السكان، والألبان نحو خمسهم في غربي مقدونيا، ثم أقليات من الأتراك والصرب والغجر. يعتنق أغلب المقدونيين والصرب المسيحية على المذهب الأورثوذكسي، بينما يعتنق الألبان والأتراك الدين الإسلامي.
يعيش 60% من الأهالي في المدن، إذ يبلغ سكان العاصمة سكوبيه 503,449 نسمة، وتنتشر في المدن المباني السكنية المتعددة الطوابق، أما سكان الريف، فينتشرون في القرى التي تأوي 40% من السكان.

### الديانة
يشكّل المسيحيون أغلبية في جمهورية شمال مقدونيا مع 64,7% من السكان الذين ينتمون إلى فرع المقدونية الأرثوذكسية الشرقية، في حين أن الطوائف المسيحية المختلفة تحتل 0,37% من السكان. ويشكل المسلمون 33,3% من السكان 25% على مذهب السني و 8.3% على المذهب الشيعي البكتاشي، وهذا رابع أكبر عدد من المسلمين في أوروبا بنسبة بعد كوسوفو (90%)، وألبانيا (70%)، والبوسنة والهرسك (48%). معظم المسلمين هم أتراك أو ألبان (من ألبانيا)، أو غجر، ويوجد أيضا مسلمون من أصول مقدونية أيضا. وتسجل 1,63 % المتبقية من السكان بأنها «غير محدد» في تعداد عام 2002 الوطنية. ويوجد هناك أكثر من 400 مسجد و 1200 كنيسة في مقدونية ويوجد مدارس إسلامية متدينة وأخرى مسيحية أرثوذكسية متدينة، ويوجد هناك خلافات بين الكنيسة المقدونية والكنيسة الصربية المقدونية بحيث ما إن أعلنت الكنيسة الصربية المقدونية استقلالها عن المقدونية لكن لم تعترف بها مقدونيا الشمالية، لكن بعد فترة من الخلافات اعترفت الكنيسة المقدونية بالكنيسة الصربية بعد أن سنّ قانون الحكم الذاتي لصرب مقدونيا ويوجد الآن ما يقارب ال 200 يهودي بعدما كانوا 7200 يهودي عشية الحرب العالمية الثانية، وأغلب اليهود هم سفاراديون بحيث أنهم فروا من الأندلس بعد سقوطها وبعد عصر محاكم التفتيش الإسبانية والبرتغالية.

### اللغات
اللغة المقدونية هي اللغة الأولى بحسب الدستور وهي اللغة الأم لنصف السكان ثم هناك اللغة الألبانية وهي اللغة الأم لحوالي 40% من السكان وهناك اللغة الصربية وهي محدودة ولكن جميع السكان يفهمون اللغة المقدونية وتصدر الصحف ونشر الكتب باللغتين المقدونية والألبانية وأيضا القنوات والإذاعة .

### الأعياد والعطلات الرسمية
- 1-2 يناير السنة الميلادية الجديدة
- 7 يناير عيد الميلاد (أرثوذكسي)
- آذار / مارس ونيسان / أبريل يوم الجمعة العظيمة (أرثوذكسي)
- آذار / مارس ونيسان / أبريل عيد الفصح (الأحد) (أرثوذكسي)
- آذار / مارس ونيسان / أبريل عيد الفصح (الاثنين) (أرثوذكسي)
- 1 مايو يوم العمال
- 24 مايو عيد القديسين سيريل وميثوديوس
- 2 أغسطس يوم الجمهورية
- 8 سبتمبر يوم الاستقلال
- 11 أكتوبر يوم الثورة
- 23 أكتوبر يوم النضال الثورى المقدوني
- 1 شوال عيد الفطر (إسلامي)
- 8 ديسمبر عيد القديس كليمنت من أوهريد

وإلى جانب هذه الأعياد، هناك العديد من الأعياد ترتبط بكبرى الأقليات الدينية.

#### المشاركات الأوليمبية
بدأت مقدونيا مشاركاتها الأوليمبية في دورة 1992 في برشلونة إلا أن أول إنجازاتها الأوليمبية كان في دورة 2000 في سيدني حيث حصلت على ميدالية برونزية وحيدة. الألعاب الأولمبية الصيفية 2000 مقدونيا في الألعاب الأولمبية

#### كرة القدم
تأسس الاتحاد المقدوني لكرة القدم عام 1948  نسخة محفوظة 19 أغسطس 2016 على موقع واي باك مشين. وانضم اتحاد مقدونيا لكرة القدم للاتحاد الدولي لكرة القدم فيفا عام 1994  نسخة محفوظة 19 أغسطس 2016 على موقع واي باك مشين. وهو نفس العام الذي انضم فيه لنشاط الاتحاد الأوروبي لكرة القدم يويفا. اتحاد مقدونيا لكرة القدم
ولم يتأهل منتخب مقدونيا لكرة القدم لكأس العالم أو كأس أمم أوروبا لكنها تأهلت إلى كأس أمم أوروبا بعد فوزها في الملحق على منتخب جورجيا في التصفيات المؤهلة ليورو 2020 ليكون ذلك أكبر إنجاز في تاريخ كرة القدم المقدونية.
ويعد أشهر رياضيي مقدونيا اللاعب جوران بانديف المحترف حاليا في نادي نابولي الإيطالي
و المحترف السابق بنادي الإنتر والفائز معه بالخماسية التاريخية دوري أبطال أوروبا والدوري الإيطالي والكاس الإيطالي وكاس السوبر الإيطالي وكأس العالم للأندية.

## التعليم
Tيمكن الحصول على المستويات العليا من التعليم في إحدى الجامعات الحكومية الخمس: جامعة سيريل وميثوديوس في سكوبي، سانت. كليمنت من جامعة أوهريد في بيتولا، جامعة جوتشي ديلتشيف في شتيب، جامعة تيتوفا الحكومية، جامعة علوم وتكنولوجيا المعلومات "القديس بولس الرسول" في أوهريد. ويوجد عدد من المؤسسات الجامعية الخاصة، مثل الجامعة الأوروبية، والجامعة السلافية في سفيتي نيكولا، وجامعة جنوب شرق أوروبا وغيرها.
حلّت مقدونيا الشمالية في المرتبة 54 في مؤشر الابتكار العالمي في عام 2023، وتراجعت للمركز 58 في مؤشر عام 2024.

موّلت الوكالة الأمريكية للتنمية الدولية مشروعاً يسمى "Macedonia Connects"، والذي جعل من مقدونيا الشمالية أول دولة ذات نطاق عريض لاسلكي في العالم. أفادت وزارة التعليم والعلوم أن 461 مدرسة (ابتدائية وثانوية) متصلة الآن بالإنترنت. بالإضافة إلى ذلك، أنشأ مزود خدمة الإنترنت (On.net) شبكة MESH لتوفير خدمات واي فاي في أكبر 11 مدينة/بلدة في الدولة. من الجدير بالذكر أن المكتبة الوطنية لمقدونيا الشمالية والمكتبة الوطنية والجامعية "سانت كليمنت أوهريد" تقعان في سكوبيي.

### الجامعات
الجامعات الحكومية الخمس: قوات الأمن الخاصة سيريل وجامعة ميثوديوس في سكوبي، ومن جامعة سانت كليمنت أوهريد من بيتولا، غوتشي جامعة من ستيب، جامعة ولاية تيتوفو وجامعة العلوم وتكنولوجيا المعلومات «القديس بولس الرسول» في أوهريد. وهناك عدد من المؤسسات الجامعية الخاصة، مثل جامعة أوروبية، الجامعة السلافية سفيتي نيكول، وجامعة جنوب شرق.

### النقل الجوي
يوجد مطار بمدينة أهريد وآخر بمدينة سكوبي أي إن مقدونيا الشمالية تمتلك مطاران فقط لذالك فإن النقل الجوي فيها متأخر للغاية وهناك مطارات أخرى يتم إعدادها وبنائها.

## الاقتصاد
تصنع مقدونيا الإسمنت والحديد والفولاذ والثلاجات والتبغ والمنسوجات، وتستخرج خامات الكروم والحديد والنحاس والمنجنيز واليورانيوم والرصاص والزنك. أما المنتجات الزراعية فتشمل القطن والذرة الشامية والقمح والتبغ والفواكه، كما يربي المزارعون الأغنام والدواجن والماشية والخنازير. تنتج مقدونيا الأخشاب بالمناطق الريفية. وترتبط بكل من صربيا واليونان بالسكك الحديدية، كما توجد شبكة من الطرق البرية بين المدن، وهناك مطاران، أحدهما في العاصمة سكوبيه والآخر في مدينة أوهريد.
تملك الدولة معظم وسائل الإنتاج، وتبلغ نسبة العاملين في الصناعة 40%، وفي الزراعة 10%، وتوظف الخدمات كالصحة والتعليم ودوائر الحكومة 50%.
أعلنت مقدونيا تسديد آخر أقساط ديونها المستحقة لصندوق النقد الدولي، والبالغ 174 مليون دولار قبل الموعد المتفق عليه مع الصندوق.
وأوضح نائب رئيس الوزراء، وزير المالية المقدوني، زوران ستافيرفسكي، في تصريح له اليوم، أن بلاده سددت القسط الأخير للصندوق في 27 شباط/فبراير الماضي، واستفادت من تخفيض بلغ 5 ملايين يورو، بسبب سدادها الدين قبل الموعد.
وأضاف أن بلاده اقترضت 312 مليون دولار عام 2011 من صندوق النقد الدولي، وقرّرت سداده في وقت مبكر، في إطار جهود الحكومة للعمل على تخفيض ديون الدولة في الأوقات التي تشهد فيها البلاد انتعاشاً اقتصادياً.